# Diário de Notícias
Diário de Noticias (Dagens nyheter på svenska) är en portugisisk dagstidning och nättidning, grundad 1864, som utkommer i Lissabon, Portugals huvudstad.